# Jaz

Een verwisselbare harde schijf van Jaz

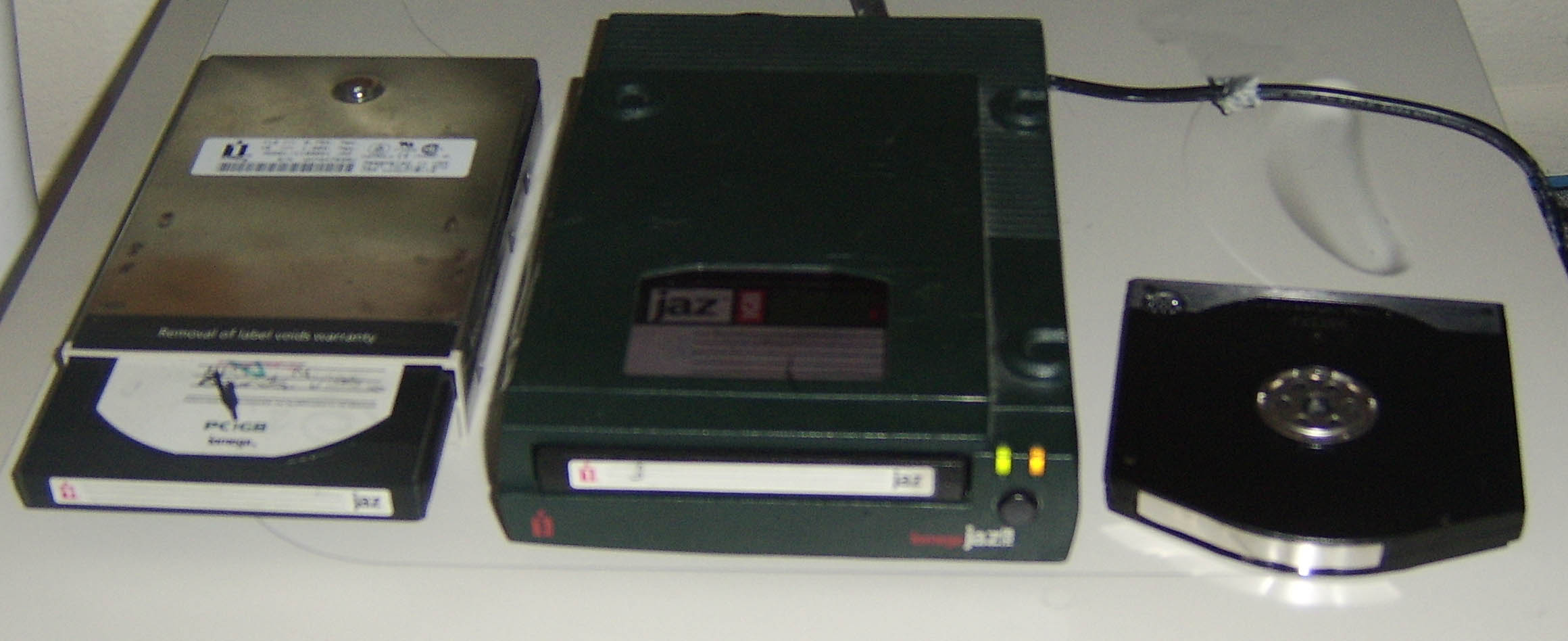
Jaz schijfstation

Jaz is een verwisselbaar opslagmedium op basis van een harde schijf dat werd verkocht door iomega van 1996 tot 2002.
Jaz-schijven werden mondjesmaat toegepast rond de millenniumwisseling maar zijn nooit echt populair geworden, onder andere door de opkomst van USB-geheugen en de beschrijfbare cd en dvd.

## Technologie
Na het success van de zipdisk, die gegevens op verwisselbare magnetische cassettes opslaat, ontwikkelde iomega de Jaz met een capaciteit van 1 GB per schijf. Deze capaciteit verdubbelde naar 2 GB in 1998.
De Jaz-schijf bevond zich in een beschermende behuizing, en de koppen en de motor in de drive zelf. De drives hadden een SCSI-interface. Jaz-schijven kwamen in twee varianten op de markt: een relatief kleine en trage 1GB-schijf, later opgevolgd door een snellere 2GB-schijf met 5,5 Mbps en een toegangstijd van 12 milliseconde.